# Ilex crassifolioides
Ilex crassifolioides är en järneksväxtart som beskrevs av Ludwig Eduard Loesener. Ilex crassifolioides ingår i släktet järnekar, och familjen järneksväxter. Inga underarter finns listade i Catalogue of Life.